# Kuní vrch
Kuní vrch (1111,7 m n. m.) je vrchol v pohoří Vtáčnik. Nachází se v jeho centrální, nejvyšší části, nad obcí Lehota pod Vtáčnikom. Ze sloupu na vrchu vysílá Rádio Beta.
Na skalnatý vrchol nevede turistická stezka. Vrch pokrývá smíšený les. Patří do CHKO Ponitrie.

## Přístup
- lesem, odbočením ze  zeleně značeného chodníku z Lehoty pod Vtáčnikom